# NBA-Draft 2014
Der NBA-Draft 2014 fand am 26. Juni 2014 im Barclays Center in Brooklyn, New York statt. In zwei Draftrunden konnten sich die 30 NBA-Teams die Rechte an 60 Nachwuchsspielern aus der Collegeliga NCAA und dem Ausland sichern.
Bei der Draft-Lotterie am 20. Mai 2014 wurde die endgültige Auswahlreihenfolge ermittelt. Bei dieser gewichteten Lotterie nahmen die 14 Mannschaften teil, die sich nicht für die Playoffs der Saison 2013/14 qualifizieren konnten. Die Cleveland Cavaliers gewannen die Lotterie erneut, mit einer 1,4 %-Chance auf den ersten Pick, vor den Milwaukee Bucks und den Philadelphia 76ers. Kandidaten für den ersten Pick waren der kanadische Forward Andrew Wiggins, der kamerunische Center Joel Embiid und Jabari Parker.
Alle Spieler, die sich zum Draft anmeldeten, mussten unabhängig von Schulabschluss oder Nationalität vor dem 31. Dezember 1995 geboren sein. Wenn sie kein „internationaler Spieler“ waren, musste zwischen dem Tag der Anmeldung und dem letzten High-School-Jahr mindestens ein Jahr vergangen sein.
Beim NBA-Draft wurde Andrew Wiggins von den Cavaliers als Erster ausgewählt, vor Jabari Parker und Joel Embiid. Wiggins wurde knapp zwei Monate nach dem Draft zu den Minnesota Timberwolves transferiert.
Die deutschen Spieler Niels Giffey, Philipp Neumann, Johannes Voigtmann, Maximilian Kleber und Kevin Bright wurden dagegen nicht ausgewählt.

## Runde 1
Abkürzungen: PG = Point Guard, SG = Shooting Guard, SF = Small Forward, PF = Power Forward, C = Center; Fr. = Freshman, So. = Sophomore, Jr. = Junior, Sr. = Senior 
| Pick | Spieler           | Position | Nationalität            | Team                                                         | vorheriges Team/College       |
| ---- | ----------------- | -------- | ----------------------- | ------------------------------------------------------------ | ----------------------------- |
| 1    | Andrew Wiggins    | SF       | Kanada                  | Cleveland Cavaliers (nach Minnesota getradet)                | Kansas (Fr.)                  |
| 2    | Jabari Parker     | PF       | Vereinigte Staaten      | Milwaukee Bucks                                              | Duke (Fr.)                    |
| 3    | Joel Embiid       | C        | Kamerun                 | Philadelphia 76ers                                           | Kansas (Fr.)                  |
| 4    | Aaron Gordon      | PF/SF    | Vereinigte Staaten      | Orlando Magic                                                | Arizona (Fr.)                 |
| 5    | Dante Exum        | PG       | Australien              | Utah Jazz                                                    | Australian Institute of Sport |
| 6    | Marcus Smart      | PG       | Vereinigte Staaten      | Boston Celtics                                               | Oklahoma State (So.)          |
| 7    | Julius Randle     | PF       | Vereinigte Staaten      | Los Angeles Lakers                                           | Kentucky (Fr.)                |
| 8    | Nik Stauskas      | SG       | Kanada / Litauen        | Sacramento Kings                                             | Michigan (So.)                |
| 9    | Noah Vonleh       | PF/C     | Vereinigte Staaten      | Charlotte Hornets (von Detroit)                              | Indiana (Fr.)                 |
| 10   | Elfrid Payton     | PG       | Vereinigte Staaten      | Philadelphia 76ers (von New Orleans, nach Orlando getradet)  | Louisiana-Lafayette (Jr.)     |
| 11   | Doug McDermott    | SF       | Vereinigte Staaten      | Denver Nuggets (nach Chicago getradet)                       | Creighton (Sr.)               |
| 12   | Dario Šarić       | PF       | Kroatien                | Orlando Magic (von New York, nach Philadelphia getradet)     | Anadolu Efes SK               |
| 13   | Zach LaVine       | SG/PG    | Vereinigte Staaten      | Minnesota Timberwolves                                       | UCLA (Fr.)                    |
| 14   | T. J. Warren      | SF       | Vereinigte Staaten      | Phoenix Suns                                                 | North Carolina State (So.)    |
| 15   | Adreian Payne     | PF       | Vereinigte Staaten      | Atlanta Hawks                                                | Michigan State (Sr.)          |
| 16   | Jusuf Nurkić      | C        | Bosnien und Herzegowina | Chicago Bulls (von Charlotte, nach Denver getradet)          | KK Cedevita                   |
| 17   | James Young       | SG/SF    | Vereinigte Staaten      | Boston Celtics (von Brooklyn)                                | Kentucky (Fr.)                |
| 18   | Tyler Ennis       | PG       | Kanada                  | Phoenix Suns (von Washington)                                | Syracuse (Fr.)                |
| 19   | Gary Harris       | SG       | Vereinigte Staaten      | Chicago Bulls (nach Denver getradet)                         | Michigan State (So.)          |
| 20   | Bruno Caboclo     | SF       | Brasilien               | Toronto Raptors                                              | Esporte Clube Pinheiros       |
| 21   | Mitch McGary      | PF/C     | Vereinigte Staaten      | Oklahoma City Thunder (von Dallas via LA Lakers und Houston) | Michigan (So.)                |
| 22   | Jordan Adams      | SG       | Vereinigte Staaten      | Memphis Grizzlies                                            | UCLA (So.)                    |
| 23   | Rodney Hood       | SF/SG    | Vereinigte Staaten      | Utah Jazz (von Golden State)                                 | Duke (So.)                    |
| 24   | Shabazz Napier    | PG       | Vereinigte Staaten      | Charlotte Hornets (von Portland, nach Miami getradet)        | Connecticut (Sr.)             |
| 25   | Clint Capela      | C        | Schweiz                 | Houston Rockets                                              | Élan Sportif Chalonnais       |
| 26   | P. J. Hairston    | SF/SG    | Vereinigte Staaten      | Miami Heat (nach Charlotte getradet)                         | Texas Legends (D-League)      |
| 27   | Bogdan Bogdanović | SG/SF    | Serbien                 | Phoenix Suns (von Indiana)                                   | KK Partizan Belgrad           |
| 28   | C. J. Wilcox      | SG       | Vereinigte Staaten      | Los Angeles Clippers                                         | Washington (Sr.)              |
| 29   | Josh Huestis      | SF/PF    | Vereinigte Staaten      | Oklahoma City Thunder                                        | Stanford (Sr.)                |
| 30   | Kyle Anderson     | SF/PF    | Vereinigte Staaten      | San Antonio Spurs                                            | UCLA (So.)                    |

## Runde 2
| Pick | Spieler                | Position | Nationalität       | Team                                                                            | vorheriges Team/College   |
| ---- | ---------------------- | -------- | ------------------ | ------------------------------------------------------------------------------- | ------------------------- |
| 31   | Damien Inglis          | SF       | Frankreich         | Milwaukee Bucks                                                                 | Chorale Roanne Basket     |
| 32   | K. J. McDaniels        | SG/SF    | Vereinigte Staaten | Philadelphia 76ers                                                              | Clemson (Jr.)             |
| 33   | Joe Harris             | SG/SF    | Vereinigte Staaten | Cleveland Cavaliers (von Orlando)                                               | Virginia (Sr.)            |
| 34   | Cleanthony Early       | SF       | Vereinigte Staaten | New York Knicks (von Boston via Dallas)                                         | Wichita State (Sr.)       |
| 35   | Jarnell Stokes         | PF       | Vereinigte Staaten | Utah Jazz (nach Memphis getradet)                                               | Tennessee (Jr.)           |
| 36   | Johnny O’Bryant III    | PF       | Vereinigte Staaten | Milwaukee Bucks (von den Lakers via Phoenix)                                    | LSU (Jr.)                 |
| 37   | DeAndre Daniels        | SF       | Vereinigte Staaten | Toronto Raptors (von Sacramento)                                                | Connecticut (Jr.)         |
| 38   | Spencer Dinwiddie      | PG       | Vereinigte Staaten | Detroit Pistons                                                                 | Colorado (Jr.)            |
| 39   | Jerami Grant           | PF/SF    | Vereinigte Staaten | Philadelphia 76ers (von Cleveland)                                              | Syracuse (So.)            |
| 40   | Glenn Robinson III     | SF       | Vereinigte Staaten | Minnesota Timberwolves (von New Orleans)                                        | Michigan (So.)            |
| 41   | Nikola Jokić           | C        | Serbien            | Denver Nuggets                                                                  | KK Mega Vizura            |
| 42   | Nick Johnson           | SG/PG    | Vereinigte Staaten | Houston Rockets (von New York)                                                  | Arizona (Jr.)             |
| 43   | Walter Tavares         | C        | Kap Verde          | Atlanta Hawks                                                                   | CB Gran Canaria           |
| 44   | Markel Brown           | SG       | Vereinigte Staaten | Minnesota Timberwolves (nach Brooklyn getradet)                                 | Oklahoma State (Sr.)      |
| 45   | Dwight Powell          | PF/C     | Kanada             | Charlotte Hornets                                                               | Stanford (Sr.)            |
| 46   | Jordan Clarkson        | PG       | Vereinigte Staaten | Washington Wizards (zu den Lakers getradet)                                     | Missouri (Jr.)            |
| 47   | Russ Smith             | PG/SG    | Vereinigte Staaten | Philadelphia 76ers (von Brooklyn via Dallas nach New Orleans getradet)          | Louisville (Sr.)          |
| 48   | Lamar Patterson        | SG       | Vereinigte Staaten | Milwaukee Bucks (von Toronto via Phoenix nach Atlanta getradet)                 | Pittsburgh (Sr.)          |
| 49   | Cameron Bairstow       | PF/C     | Australien         | Chicago Bulls                                                                   | New Mexico (Sr.)          |
| 50   | Alec Brown             | C        | Vereinigte Staaten | Phoenix Suns                                                                    | Green Bay (Sr.)           |
| 51   | Thanasis Antetokounmpo | SF       | Griechenland       | New York Knicks (von Dallas)                                                    | Delaware 87ers (D-League) |
| 52   | Vasilije Micić         | PG       | Serbien            | Philadelphia 76ers (von Memphis via Cleveland)                                  | KK Mega Vizura            |
| 53   | Alessandro Gentile     | SF       | Italien            | Minnesota Timberwolves (von Golden State)                                       | Olimpia Milano            |
| 54   | Nemanja Dangubić       | SG       | Serbien            | Miami Heat (nach San Antonio getradet)                                          | KK Mega Vizura            |
| 55   | Semaj Christon         | PG       | Vereinigte Staaten | Philadelphia 76ers (von Houston via Milwaukee nach Charlotte getradet)          | Xavier (So.)              |
| 56   | Roy Devyn Marble       | SG       | Vereinigte Staaten | Denver Nuggets (von Portland nach Orlando getradet)                             | Iowa (Sr.)                |
| 57   | Louis Labeyrie         | PF/C     | Frankreich         | Indiana Pacers (nach New York getradet)                                         | Paris-Levallois Basket    |
| 58   | Jordan McRae           | SG       | Vereinigte Staaten | San Antonio Spurs (von den Clippers via New Orleans nach Philadelphia getradet) | Tennessee (Sr.)           |
| 59   | Xavier Thames          | PG/SG    | Vereinigte Staaten | Toronto Raptors (von Oklahoma City via New York nach Brooklyn getradet)         | San Diego State (Sr.)     |
| 60   | Cory Jefferson         | PF       | Vereinigte Staaten | San Antonio Spurs (nach Brooklyn getradet)                                      | Baylor (Sr.)              |

## Ungedraftete Spieler
- Tarik Black ( Vereinigte Staaten), University of Kansas
- Sim Bhullar ( Kanada), New Mexico State University
- Jabari Brown ( Vereinigte Staaten), University of Missouri
- Andre Dawkins ( Vereinigte Staaten), Duke University
- Bryce Cotton ( Vereinigte Staaten), Providence College
- Langston Galloway ( Vereinigte Staaten), Saint Joseph’s University
- Tyler Johnson ( Vereinigte Staaten), Fresno State
- James Michael McAdoo ( Vereinigte Staaten), University of North Carolina at Chapel Hill
- Eric Moreland ( Vereinigte Staaten), Oregon State University
- JaKarr Sampson ( Vereinigte Staaten), St. John’s University
- David Stockton ( Vereinigte Staaten), Gonzaga University
- Axel Toupane ( Frankreich),  Strasbourg IG
- Travis Wear ( Vereinigte Staaten), UCLA